# Skolträdgård

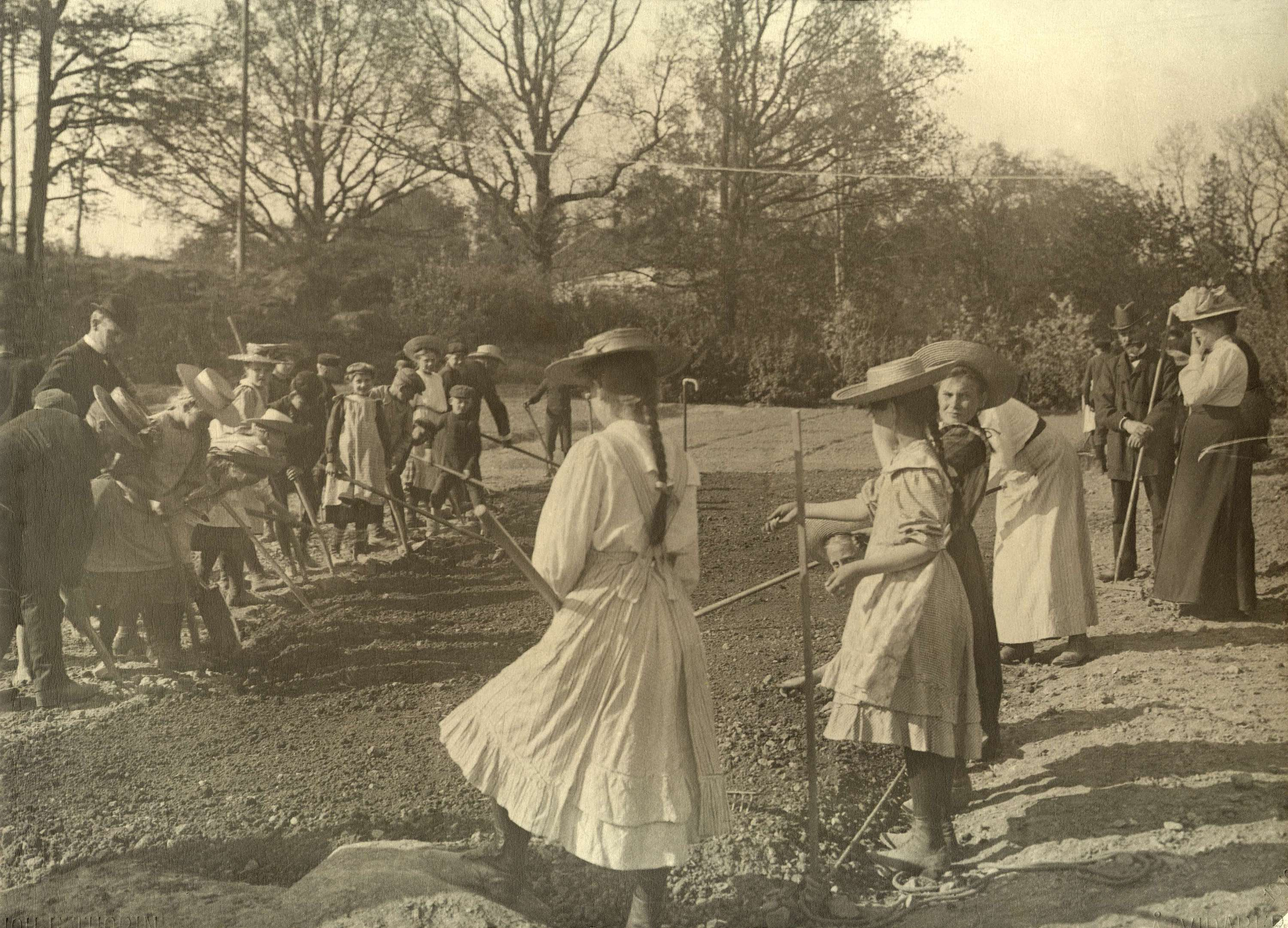
Undervisning i en skolträdgård i Åtvidaberg 1910. Foto: Johan Emanuel Thorin

En skolträdgård är i Sverige en trädgård uppförd i pedagogiskt syfte i anslutning till en skola, där elever kan lära sig om växter och odling. Skolträdgårdar var vanlig i svenska folkskolan under 1800-talet andra hälft och början av 1900-talet.
När Sveriges riksdag 1842 beslutade att införa allmän och obligatorisk folkskola i hela Sverige stiftades även en lag att där skulle förekomma undervisning i trädgårdsskötsel. I första folkskolestadgan stod det att det i anslutning till skolan skulle finnas en bit mark där det kunde ske undervisning och där läraren kunde odla för egen del. 1890 hade 65 % av Sveriges folkskolor någon form av skolträdgård.
Det fanns flera pedagogiska idéer kopplade till skolträdgården. Undervisningen skulle inte bara sprida kunskap om odling utan även leda till att folk i allmänhet skulle äta mer frukt och grönt. Det fanns även tankar om att trädgårdsodling var ett effektivt sätt att främja barn till att bli ordningsamma, estetiskt och ekonomiskt medvetna samhällsmedborgare.
I 1919 års läroplan fanns detaljerade instruktioner för hur undervisningen i skolträdgården skulle skötas, där den kunde fungera som utgångspunkt i merparten av alla skolans ämnen. 1920 publicerades typritningar som beskrev hur området runt skolan skulle planeras med köks- och blomsterträdgård, frukt- och bärodling, plantskola, skolpark och lekplats. I dessa ritningar hade lärarens tjänsteträdgård helt skiljts från elevernas trädgård. Trots detta minskade undervisning i skolträdgårdar under 1920-talet och därmed även antalet skolträdgårdar. De sista skolträdgårdarna i denna form lades ned på 1960-talet.
Idag förekommer det återigen skolträdgårdar om än i mindre utsträckning. Det pedagogiska fokuset ligger nu på att lära ut om miljö, natur och dess olika kretslopp, men även lära elever om ansvar.